# 石川憲之
石川 憲之（いしかわ のりゆき）は、近江膳所藩の第2代藩主、伊勢亀山藩主、山城淀藩の初代藩主。伊勢亀山藩石川家4代。石川廉勝（初代膳所藩主・石川忠総の長男）の長男。

## 生涯
父・廉勝が、先代・忠総に先立ち死去したため世嗣に定められる。忠総死去後の慶安4年（1651年）、近江膳所藩石川家第2代藩主になった。同年4月、膳所から伊勢亀山に移封。明暦元年（1655年）には近江守山宿で朝鮮通信使の接待を命じられた。明暦3年1月18日（1657年3月2日）に発生し江戸の大半を焼失するに至った「明暦の大火」において、幕命により被災者救援に当たり、内藤忠興・六郷政晴・松浦重信と共に増上寺前などで粥の炊き出しを行った。寛文9年（1669年）2月25日、1万石が加増され6万石で山城淀へ移封された。延宝5年（1677年）、畿内と西国の天領の検地を務めている。
優れた教養人でもあり、将軍徳川綱吉の学問の師匠を務め多くの著書を残した。自藩の侍医多賀伯庵の一子安雄の画才を評価し、狩野安信への入門を命じた。この安雄が後の絵師・英一蝶である。
将軍綱吉より促され、三男の勝明を曾祖母と祖母の実家であり無嗣断絶により取り潰された堀尾家の再興のため、堀尾式部と名乗らせた。憲之は堀尾家の京都における菩提寺であった俊巖院の檀越になり、同寺の伽藍庭園整備を行った。同寺は寛永13年（1636年）寺号を春光院と改称し、以後は歴代の石川家当主が檀越になり庇護した。
嫡子の昌能だけでなく嫡孫の勝之も早世したため、宝永3年（1706年）2月25日、次男の義孝に家督を譲り隠居した。宝永4年（1707年）7月11日に74歳で死去した。墓所は京都の本禅寺。

## 系譜
父母
- 石川廉勝（父）
- 堀尾忠晴の娘（母）

正室
- 梅園実清の娘

子女
- 石川昌能（長男）
- 石川義孝（次男）生母は正室
- 堀尾勝明（三男）生母は正室
- 酒井忠胤正室
- 米倉昌照正室